# Del mio meglio (серия сборников)
Del mio meglio — серия сборников итальянской певицы Мины, выпускавшихся с 1971 по 1987 год. Каждый из них представляет собой антологию хитов Мины и значимых песен, взятых из её официальных альбомов. Кроме того, песни, ранее не выпускавшиеся на альбомах, впервые появились в таких сборниках. Каждый сборник был переиздан в разные годы на разных носителях: грампластинках, Stereo 8 (не все), компакт-кассетах и компакт-дисках (позже также подверглись ремастерингу и были выпущены в цифровом виде). Также были выпущены различные бокс-сеты.

## СерияDel mio meglio

### Del mio meglio numero quattro(1977)
Del mio meglio numero quattro (также Del mio meglio n. 4) — четвёртый том из серии был выпущен в апреле 1977 года. Все треки ранее были выпущены на официальных альбомах, за исключением «Never Never Never», неизданной англоязычной версии «Grande grande grande», сделанной для британского рынка в 1973 году. Вместе с Don’t это одна из двух английских песен на альбоме.

#### Список композиций
1. «Uappa» (Луиджи Альбертелли, Энрико Риккарди) — 3:20
2. «Never Never Never (Grande grande grande)» (Норман Ньюэлл, Тони Ренис) — 3:56
3. «Ma se ghe penso» (Марио Капелло, Аттилио Маргутти) — 3:31
4. «E penso a te» (Могол, Лучо Баттисти) — 3:40
5. «Immagina un concerto» (Андреа Ло Веккьо, Шел Шапиро) — 4:13
6. «Solo lui» (Франка Эвнджелисти, Фабио Массимо Кантини) — 4:26
7. «I giardini di marzo» (Могол, Лучо Баттисти) — 6:04
8. «L’importante è finire» (Кристиано Мальджольо, Альберто Анелли) — 3:21
9. «Colpa mia» (Джан Пьеретти, Роберто Соффичи, Симон Лука) — 4:02
10. «Il nostro caro angelo» (Могол, Лучо Баттисти) — 4:08
11. «Don’t» (Джерри Либер, Майк Столлер) — 3:00
12. «Caravel» (Гуидо Больцони) — 3:00

### Del mio meglio n. 5(1979)
Пятый том серии выпущен был в мае 1979 года. Альбом содержит треки, записанные с 1972 года по 1977 год. Версия «L’abitudine (Daddy’s Dream)» в этом сборнике является альтернативной версии с альбома Mina con bignè (1977).

#### Список композиций
1. «Ma che bontà» (Энрико Риккарди) — 3:00
2. «Ancora dolcemente» (Паоло Касселла, Фабио Массимо Кантини, Луиджи Лопес) — 4:55
3. «C'è un uomo in mezzo al mare» (Нино Растелли, Дино Оливьери) — 2:26
4. «Nuur» (Эрманно Капелли, Освальдо Миччике) — 4:28
5. «Carlo detto il mandrillo» (Франко Калифано, Карло Пес) — 2:57
6. «L’abitudine (Daddy’s Dream)» (Бруно Лауци, Адриано Фаби) — 3:19
7. «Una ragazza in due (Down Came the Rain)» (Лео Кьоссо, Митчи Мюррей, Робин Конрад) — 3:08
8. «Pennsylvania 6-5000» (Карл Сигман, Джерри Грей) — 2:52
9. «L’amore, forse… (Ao amigo Tom)» (Джорджо Калабрезе, Маркос Валле, Осмар Милиту) — 2:43
10. «That’s When Your Heartaches Begin» (Уильям Раскин, Джордж Браун) — 3:40
11. «Triste» (Антонио Амурри, Джанни Феррио) — 5:35
12. «La mia vecchiaia» (Франко Калифано, Карло Пес) — 3:14

### Del mio meglio n. 6 — Live(1981)
Шестой том был выпущен PDU в июле 1981 года. Он состоит только из песен, взятых из концертных альбомов и не содержит неизданных песен. Песни расположены в хронологическом порядке и взяты из записей, сделанных только во время трех официальных концертов певицы, включенных в альбомы Mina alla Bussola dal vivo (1968), Dalla Bussola (1972), Mina Live ’78 (1978).

#### Список композиций
1. «Cry» (Черчилл Колман) — 3:30
2. «C'è più samba» (Бруно Лауци, Шику Буарки) — 3:30
3. «Fiume azzurro» (Луиджи Альбертелли, Энрико Риккарди) — 3:42
4. «Someday (You Want Me to Want You)» (Джимми Ходжес) — 7:06
5. «Sognando» (Дон Баки) — 4:10
6. «Non può morire un’idea» (Ивано Фоссати) — 4:32
7. «Georgia on My Mind / Angela / Margherita» (Стюарт Горрелл, Хоги Кармайкл / Хосе Фелисиано, Ханна Мерлин Фелисиано / Марко Луберти, Риккардо Коччанте) — 8:21
8. «Lacreme napulitane» (Либеро Бовьо, Франческо Буонджованни) — 5:10
9. «We Are the Champions» (Фредди Меркьюри) — 4:14

### Del mio meglio numero sette(1983)
Del mio meglio numero sette (также Del mio meglio n. 7) был выпущен в апреле 1983 года. Сборник примечателен тем, что содержит песню «Ancora, ancora, ancora», которая ранее была выпущена только на сингле 1978 года «Città vuota (It’s a Lonely Town)».

#### Список композиций
1. «Michelle» (Джон Леннон, Пол Маккарти) — 5:30
2. «Anche tu» (Кристиано Минеллоно, Беппе Кантарелли) — 4:56
3. «Emozioni» (Могол, Лучо Баттисти) — 4:35
4. «Sensazioni» (Массимилиано Пани, Валентино Альфано) — 4:47
5. «Da capo» (Марко Луберти, Риккардо Коччанте) — 3:16
6. «Fiori rosa, fiori di pesco» (Могол, Лучо Баттисти) — 3:04
7. «Ancora, ancora, ancora» (Кристиано Мальджольо, Джан Пьетро Фелизатти) — 4:19
8. «Don’t Take Your Love Away» (Шел Шапиро, Айзек Хейс) — 9:05
9. «Dieci ragazzi» (Могол, Лучо Баттисти) — 2:36
10. «Devo tornare a casa mia» (Луиджи Клаузетти) — 3:50

### Del mio meglio n. 9(1987)
Последний том из серии, Del mio meglio n. 9, был выпущен в мае 1987 года. В основном представлены песни 1980-х годов.

#### Список композиций
1. «Devi dirmi di sì» (Массимилиано Пани, Валентино Альфано, Пьеро Кассано) — 4:15
2. «Ma ci pensi» (Нино Романо, Федерико Монти Ардуини) — 4:15
3. «Sono sola sempre» (Бруно Лауци, Беппе Кантарелли) — 4:20
4. «Rock and Roll Star» (Андреа Ло Веккьо, Шел Шапиро) — 3:29
5. «Una canzone» (Нико Ди Пало, Витторио Де Скальци, Джанни Беллено, Рики Беллони) — 4:06
6. «Cowboys» (Ивано Фосатти) — 1:50
7. «Perfetto non so» (Андреа Ло Веккьо, Чельсо Валли) — 3:58
8. «Allora sì» (Франко Калифано, Массимо Гуантини) — 4:13
9. «Quando l’amore ti tocca» (Ренато Ди Битонто, Кармело Кауччи) — 3:15
10. «I Only Have Eyes for You» (Эл Дубин, Гарри Уоррен) — 3:13
11. «Tres palabras» (Освальдо Фаррес) — 3:23
12. «Anche un uomo» (Альберто Теста, Майк Бонджорно, Людовико Перегрини, Ансельмо Дженовезе) — 4:48

## Связанные бокс-сеты
- 1985 — бокс-сет, содержащий первые семь томов. Выпущен PDU на виниле[4].
- 1986 — бокс-сет, содержащий первые восемь томов. Выпущен PDU на виниле[5].
- 1988 — бокс-сет, содержащий все девять томов. Выпущен PDU на виниле[6].
- 1988 — бокс-сет в форме куба с девятью томами в формате CD, грани куба содержат изображения некоторых оригинальных обложек, прилагается 18-страничный буклет. Выпущен PDU и EMI на виниле. В 2001 году он был ремастирован и переиздан на компакт-диске с 16-страничным буклетом[7].
- 1997 — Minantologia — сборник треков из первых двух томов (ремастирован и переиздан в 2001 году). Выпущен PDU и EMI на CD и кассете[8].
- 2006 — Ascoltami, guardami — бокс-сет, включающий все ремастированные девять томов 2001 года, а также новый, 10-й том, содержащий концертные записи. В компекте также находится книга Disegnata fotografata Mina. Выпущен EMI на компакт-диске[9].
  - 2011 — Del mio meglio Boxset — бокс-сет для цифровой загрузки с тем же содержанием из 113 треков, что и Ascoltami, guardami, выпущен 25 февраля 2011 года Warner Music Italia[2].
- 2009 — Canzoni intramontabili — обширный бокс-сет, включающий все девять томов Del mio meglio, а также другие альбомы Мины (всего 35). Выпущен на компакт-дисках различными лейблами[10].

## Отзывы критиков
Кристиан Калабрезе в своем обзоре для Ciao 2001 отметил, что, несмотря на критику серии, Мина продолжает довольно успешно продавать альбомы. Музыкальный критик Клаудио Милано из журнала OndaRock выделил альбомы Del mio meglio и Del mio meglio n. 3 как одни из лучших в дискографии Мины.

## Чарты
| Название            | Год  | Чарт                      | Высшая позиция | Недель в чарте | Ист.   |
| ------------------- | ---- | ------------------------- | -------------- | -------------- | ------ |
| Del mio meglio      | 1971 | Италия (Musica e dischi)  | 1              | 45             | [ 13 ] |
| Del mio meglio n. 2 | 1973 | Италия (Musica e dischi)  | 4              | 25             | [ 13 ] |
| Del mio meglio n. 3 | 1975 | Италия (Musica e dischi)  | 4              | 30             | [ 13 ] |
| Minantologia        | 1997 | Италия (Musica e dischi)  | 10             | 8              | [ 13 ] |
| Minantologia        | 1997 | Европа (Music & Media)    | 72             | 6              | [ 14 ] |
| Minantologia        | 2008 | Италия (Classifica album) | 96             | 1              | [ 15 ] |